# Marta Torres
Marta Torres Marí (Ibiza, 1965) es una artista visual, pintora, escultora, muralista y galerista.

## Reseña biográfica
Licenciada en Bellas Artes por la Universidad de Barcelona (1990). Entre los profesores que le marcaron: Carlos Velilla, que le transmitió valorar sus ideas y su identidad pictórica; Hernández Pijoan, le dio las pautas para sacar su pasión, su fuerza interior y plasmarlo en sus lienzos. Victoria Combalía, a través de sus clases de análisis y crítica de Arte, le abrieron la curiosidad por la variedad de conceptos y estilos que recorren la Historia del Arte.
Es la primera mujer, pintora ibicenca, que figura con bibliografía de la isla de Ibiza. Admiradora de Tàpies, Niki de Saint Phalle, Barceló, entre otros pintores matéricos, su obra se caracteriza por la técnica mixta y su gran aporte matérico y objetual. Sus pinturas, relieves y murales figuran en diversas colecciones públicas y privadas internacionales. El objetivo artístico de Marta Torres es captar la luz, la naturaleza y el espíritu del paisaje ibicenco de modo singular, lejos del costumbrismo a la vieja usanza.
Para la artista visual, la materia siempre ha sido la fuerza en el arte e Ibiza ha sido su principal fuente de inspiración. La obra de esta autora ha sido comentada por distintos autores como José María Ballester, Antonio Colinas, Gérard Xuriguera, Vicente Marí, Carlos Clemente, Baronesa Carmen Thyssen-Bornemisza, Enrique Fajarnés, Mariano Planells, Julia Sáez-Angulo, Vicente Valero o María José Arnaiz.
Creadora de la galería que lleva su nombre, Marta Torres, ha llevado a cabo una amplia tarea de difusión de artistas, especialmente ibicencos.

## Exposiciones
Desde los años 90 ha llevado a cabo más de medio centenar de exposiciones individuales y colectivas en galerías e instituciones públicas, así como en ferias internacionales. Marta Torres comenzó en la Caixa de Ibiza en 1991, exposición a la que siguieron, en la Sala Cultural Sa Nostra, Ibiza (1993); participación en Art Expo de Sevilla (pabellón de Baleares) (1992); Art Expo 96, en la misma capital condal; Art Ibiza. Feria Internacional de Arte Contemporáneo de las Baleares. FECOFF (1998); Galerie Charlote Norberg (2012) y Galerie Modus (2013 y  2014), París; Galería Daniel Besseiche de Saint Tropez y Courchèvel. Francia (2013); Galería Médicis de París (2013 y 2014); en el 9éme. Salon des Artistes Indépendants. Grand Palais. París (2014); Art Mónaco (2015); Art Laren. Países Bajos (2015) ABN AMRO World. Rotterdam y en Art Breda de los Países Bajos (2015); Pall Mall Galerie. Londres, (Space in Arts (SIA). New York (2016).
Las exposiciones más recientes han tenido lugar en la D-Gallerie San Petersburgo (2018), Florida; la Galería Médicis, la Galería Marta Torres de Ibiza o el Círculo de Bellas Artes de Madrid, en la sala de presentación del libro Materias, presentado seguidamente en la Feria del Libro 2021 de Madrid.

### Murales
- Mural Asesoría Unidad (6mx 2m) Ibiza (2007)
- Clínica El Roser (mural, 1,85 x 6m) Ibiza (2017)
- Mural Sa Punta Patchwork (2,m x 5m) Ibiza (2019)
- Mural en Capricho. Santa Eulalia (5m x 4m) Ibiza (2020)

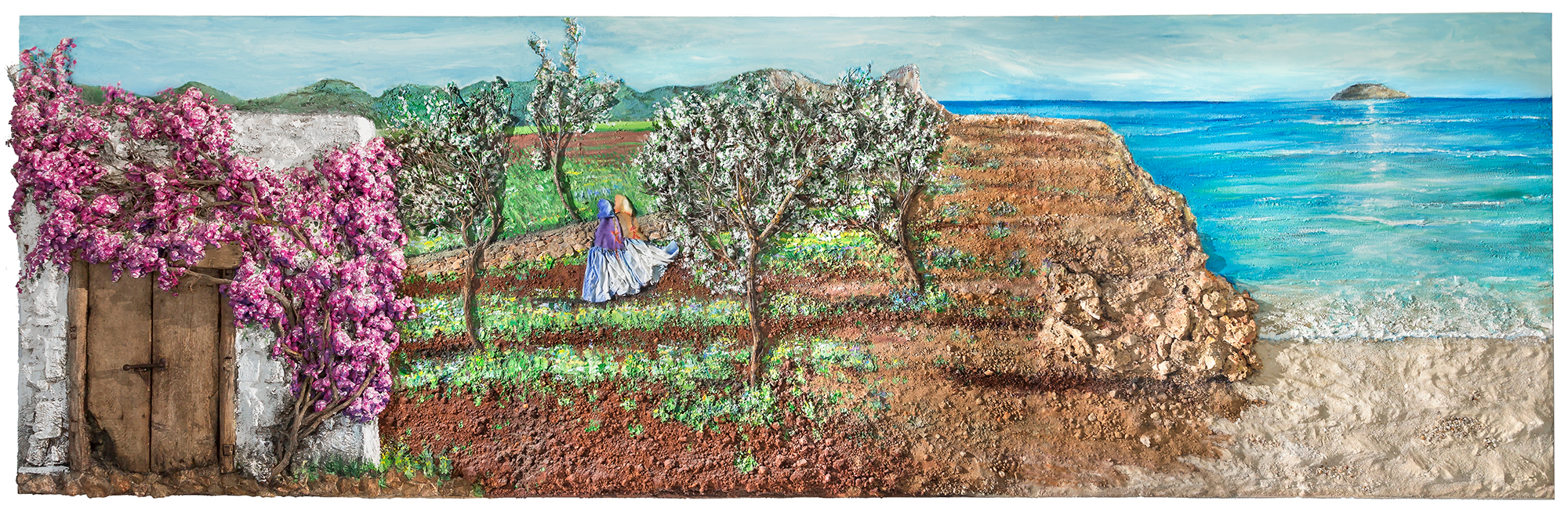
Vista del mural "Ibiza en febrero" de Marta Torres en su ubicación final, en una clínica en Ibiza
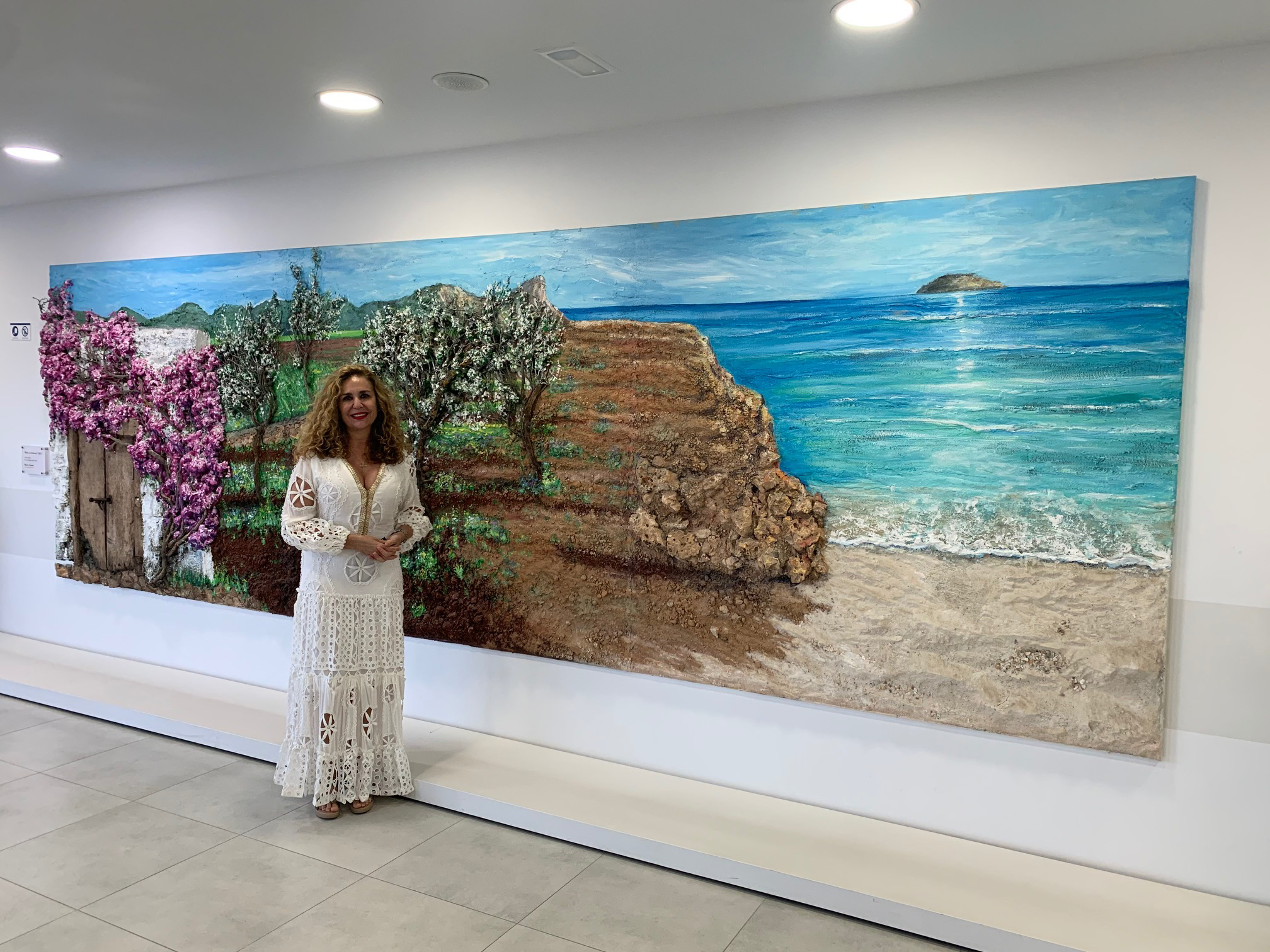
La artista Marta Torres posa frente a uno de su murales "Ibiza en Febrero" en una clínica de Ibiza
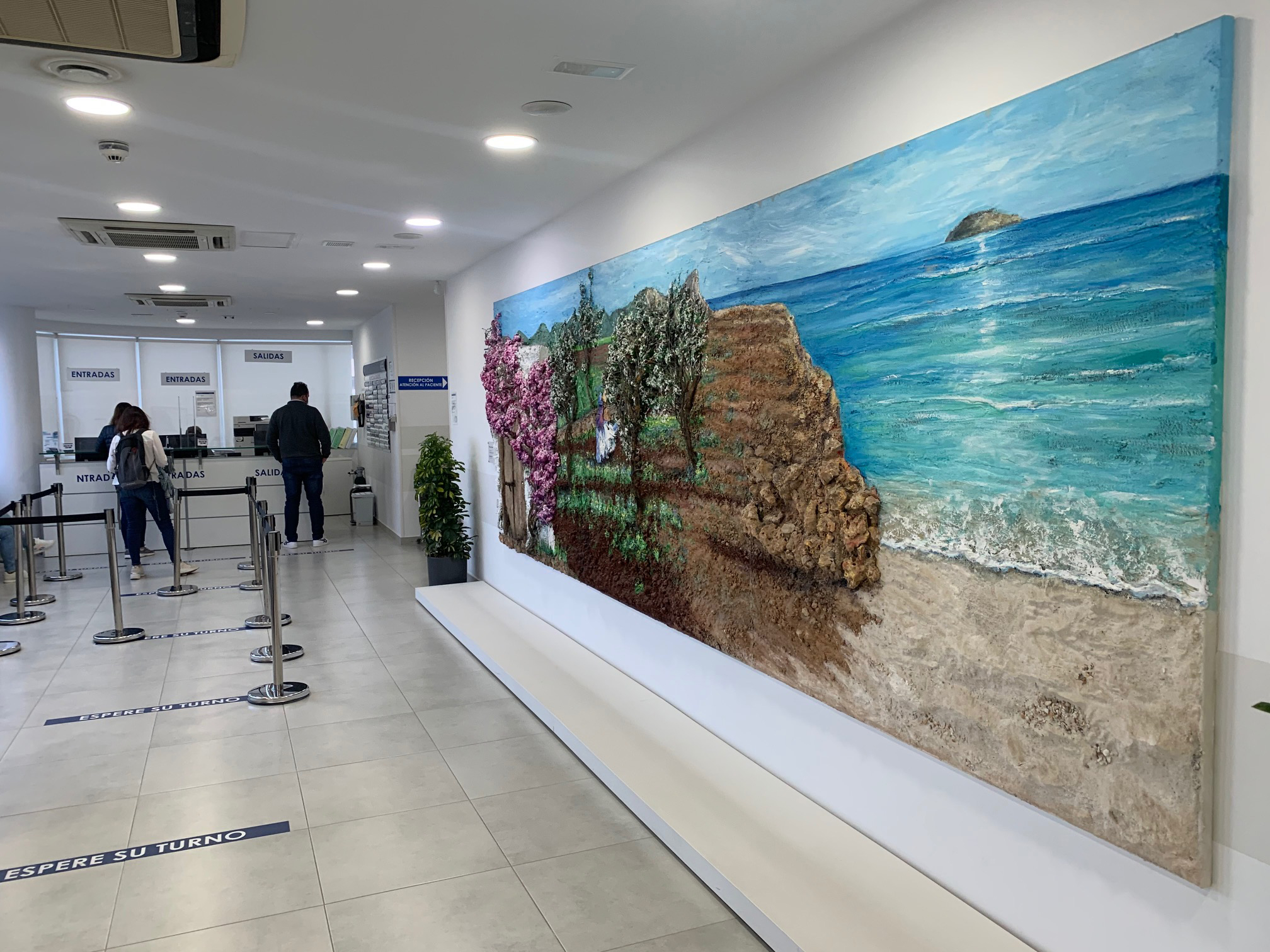
Vista del mural "Ibiza en febrero" de Marta Torres en su ubicación final, en una clínica en Ibiza
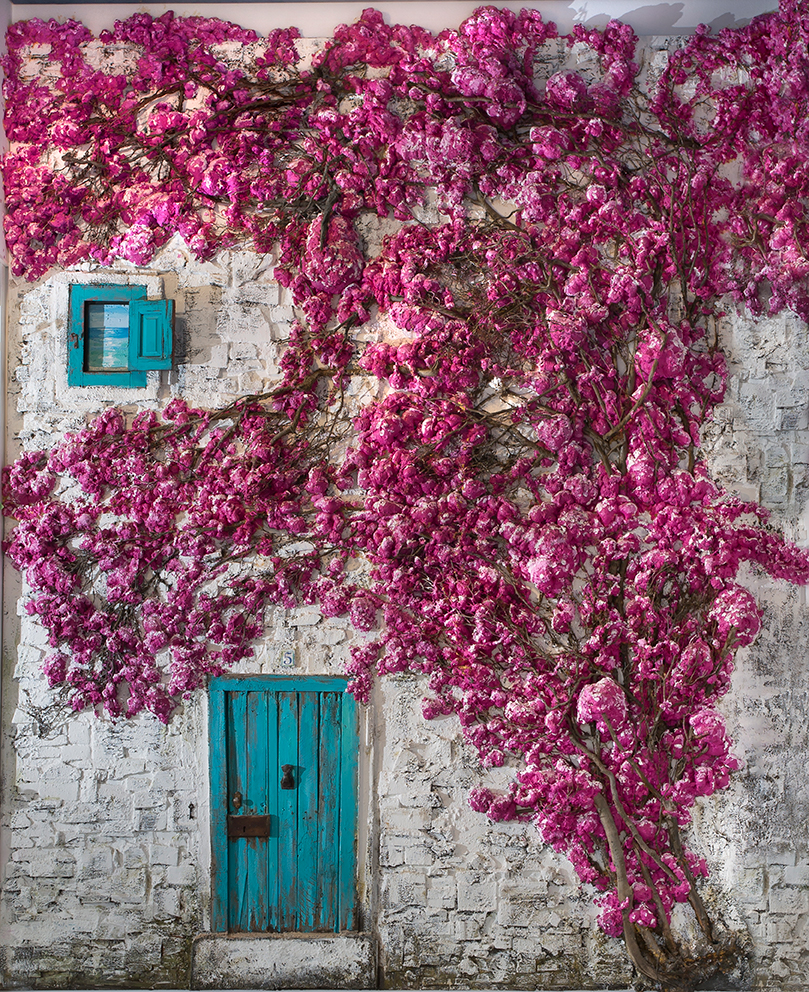
Fotografía frontal del mural “Capricho en Rosa nº5” de Marta Torres
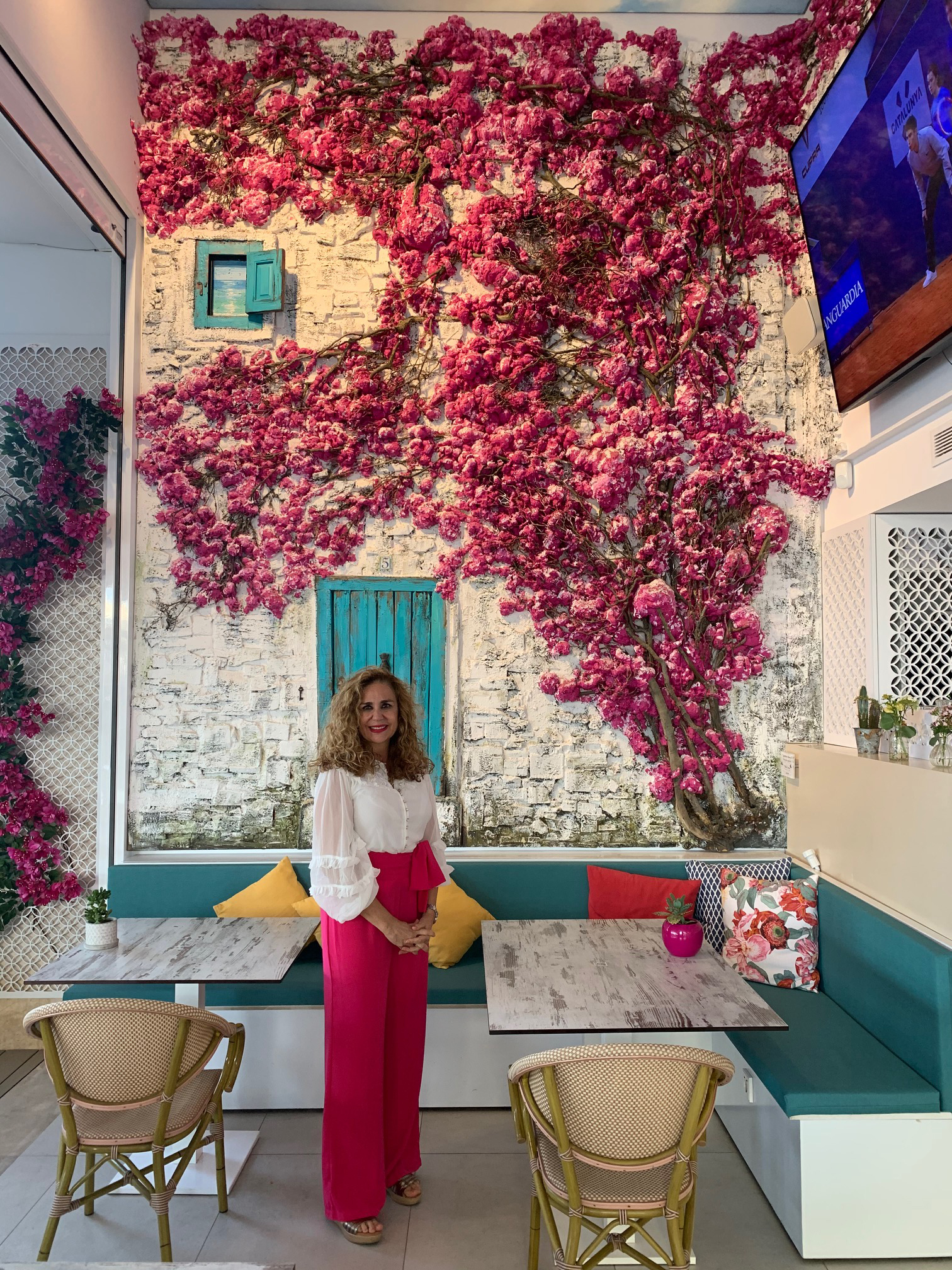
Fotografía frontal del mural “Capricho en Rosa nº5” de Marta Torres, con la autora posando delante de él
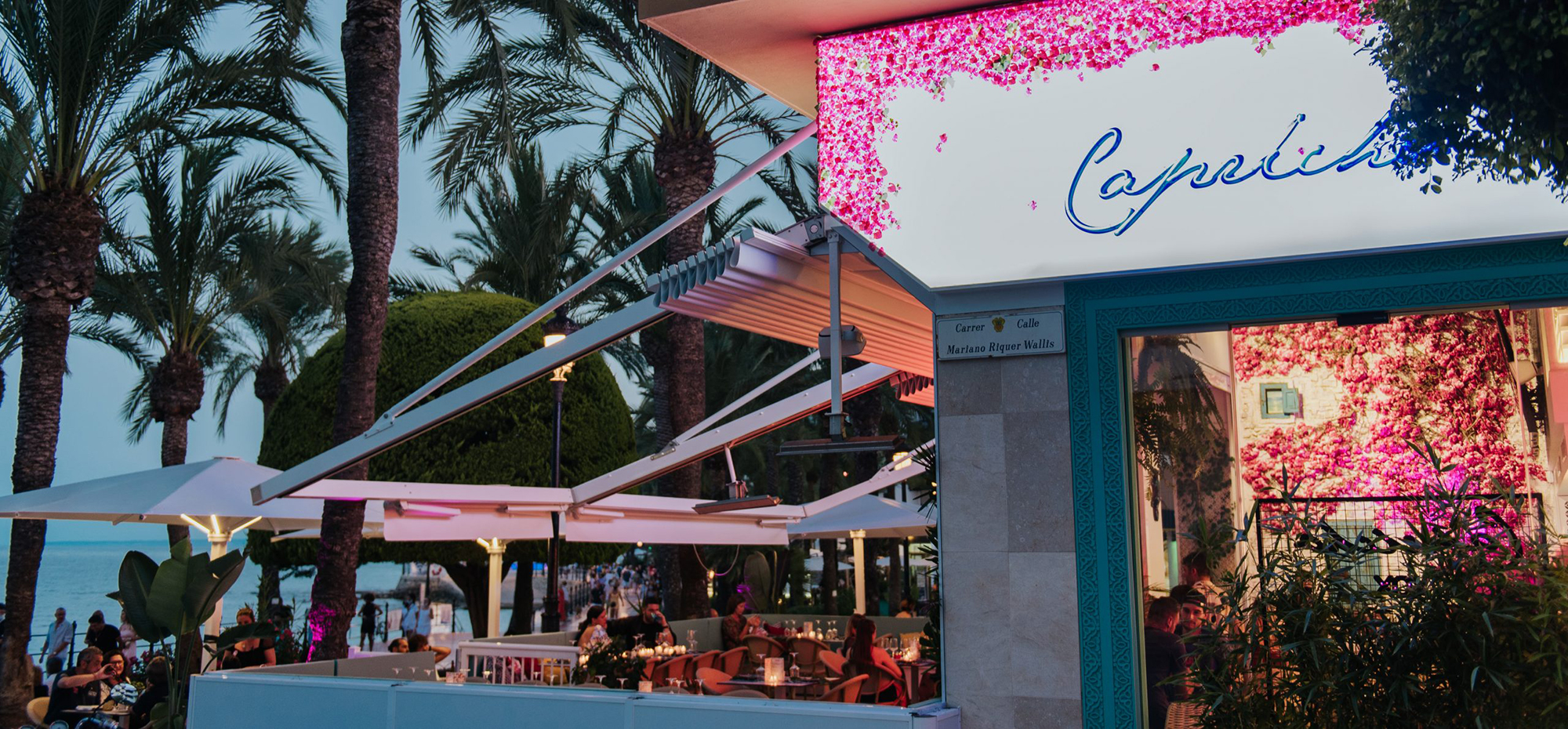
Vista de la cafetería donde se exhibe el mural “Capricho en Rosa nº5” de Marta Torres, situada en Santa Eulalia, Ibiza

### Carteles
- Cartel (2012). Consejo de Ibiza. Ibiza.
- Cartel (1999). Instituto de Estudios Ibicencos.
- Cartel (1991). Sala La Caixa. Ibiza

## Distinciones
- Premio Onda Cero.[4] Mejor Artista (2019)
- Premio Excelencia Tertulia Ilustrada (2021)

## Instituciones y colecciones
Entre las colecciones que cuentan con obra de Marta Torres figuran el Consell de Ibiza; varios hoteles de Ibiza como el Torre del Mar; Hotel Aguas de Ibiza…; las Policlínicas El Roser; la Asesoría Fiscal Unidad de Ibiza; La Notaria Cuevas; la Galería Sa Punta Patchwork… y numerosas colecciones particulares dentro y fuera de España como las del Sultán Al Thani; Bernie Ecclestone. Londres; Renata Jacobs. Suiza; Marcos Cohen. México; Colección Eric Davaille. París; Erica Handing. Londres; Bruno Erpicum. Bélgica; Ryan Thall. Hong Kong.; Marc Vanderloo. Ibiza; Nir Atias. Londres; Gisela Rich. Suiza; Daniela Kukerz Rosengarten. Alemania; Marcos Cohen. México; Carol Thompson. Florida, Klaus Gaeb. Colonia; Philipp Persiehl. Hamburgo o Luisa Grebe. Munich.

## Prensa y publicaciones
- Marta Torres. Desde la Evolución. Es Diari, 26 de febrero de 1991
- Marta Torres. Unión entre pintura y escultura. Diario de Ibiza, 12 de abril de 2006.[6]
- Las nuevas propuestas matéricas de Marta Torres. Periódico de Ibiza. 16 de mayo de 2007.[7]
- Marta Torres vuelve con estilo propio en ´Pinturas matéricas. Diario de Ibiza. 4 de agosto de 2010.[8]
- La pintura ibicenca de Marta Torres regresa a París por todo lo alto. Periódico de Ibiza. 13 de octubre de 2014.[1]
- Marta Torres, con los Thyssen en Art Monaco. Diario de Ibiza, 15 de julio de 2015.[9]
- Marta Torres abre una ventana en NY. Diario de Ibiza, 23 de febrero de 2016.[10]
- Marta Torres: pinceladas desde la figura hasta la pintura matérica. Ibiza travel, 11 de febrero de 2020.[11]
- Marta Torres, una artista ibicenca internacional. Carlos Martorell. Diario de Ibiza, 4 de agosto de 2021.[12]
- Marta Torres celebra 30 años de carrera en ‘Materias’. Periódico de Ibiza, 13 de julio de 2021.[13]
- La pintora Marta Torres presentó su libro ‘Materias’. Periódico de Ibiza, 14 de agosto de 2021.[14]
- La presentación del libro ‘Materias’ de la pintora Marta Torres, en imágenes. Última Hora, 14 de agosto de 2021.[15]
- Éxito de la presentación del libro "Materias" de Marta Torres. El Observador Solitario, 14 de agosto de 2021.[16]
- Marta Torres presenta ‘Materias’ con gran éxito. Périodico de Ibiza, 15 de agosto de 2021.[17]
- La pintora de Ibiza Marta Torres presenta su obra ante más de 200 personas. Diario de Ibiza, 15 de agosto de 2021.[18]
- Marta Torres, pintora y escritora. Entrevista, por Julia Sáez-Angulo. Arteshoy, 6 de septiembre de 2021[19]
- Materias, libro de Marta Torres se presenta en el Círculo de Bellas Artes. Infoenpunto, 21 de septiembre  de 2021[2]
- Aurelio Manzano y Marta Torres con el cuadro que se subastó para la lucha contra el cáncer. The Luxonomixt, 22 de septiembre de 2021.[20]
- Marta Torres celebra sus 30 años con la presentación de su libro “Materias”, ABC, 23 de septiembre de 2021[3]
- Ibiza de Marta Torres en portada. Ibiza Live Report, 27 de octubre de 2021